# سیدنی گیبسون
سیدنی گیبسون (انگلیسی: Sidney Gibson; ۲۰ مهٔ ۱۸۹۹ – ۵ ژوئیهٔ ۱۹۳۸) بازیکن فوتبال اهل بریتانیا بود.
از باشگاه‌هایی که در آن بازی کرده‌است می‌توان به باشگاه فوتبال ناتینگهام فارست، باشگاه فوتبال کترینگ تاون، و باشگاه فوتبال شفیلد یونایتد اشاره کرد.